# Nick Carle
Pour les articles homonymes, voir Carle.
Nicholas Alberto Carle est un footballeur australien né le 23 novembre 1981 à Sydney (Australie). Il évolue au milieu du terrain au Sydney FC.

## Palmarès
- 2004- :  Australie (13 sélections)

## Distinctions personnelles
- Élu meilleur joueur du championnat australien 2006-2007